# С-4М «Гроза»
Безшумний спеціальний пістолет С-4 (С-4М) «Гроза» — радянський неавтоматичний пістолет безшумної і безполум'яної стрільби. Індивідуальна зброя прихованого застосування підрозділів агентурної і спеціальної розвідки збройних сил і деяких спецслужб.

## Історія створення пістолетного комплексу
Безшумний пістолет С-4 (кодове позначення НДДКР «Гроза») розроблявся на початку 1960-х років для озброєння персоналу КДБ і воєнної розвідки, які потребували самозарядної безшумної зброї. Пістолет — один з перших зразків зброї з відсічкою порохових газів в гільзі.
В основу конструкції пістолета покладені спеціальні безшумні патрони лінійки ПЗ «Змія» / ПЗА / ПЗАМ калібру 7,62 мм (7,62х63), в яких звук пострілу глушився шляхом запирання порохових газів в збільшеній гільзі підвищеної міцності. Замикання порохових газів здійснювалося за допомогою проміжного поршня, що визначило велику довжину гільзи.
У 1965 році розпочалося мілкосерійне виробництво пістолета і він був прийнятий на озброєння спецпідрозділів Міністерства оборони і КДБ. Згодом, з удосконаленням патрона (ПЗАМ), під нього був модернізований і пістолет, який отримав назву С-4М.

## Конструкція, склад комплексу
В пістолеті застосовується спеціальний патрон ПЗА (ПЗАМ). При пострілі куля виштовхується не пороховими газами, а спеціальним поршнем, який, надавши кулі початкову швидкість, заклинюється в гільзі і замикає усередині неї порохові гази, що забезпечує безшумність і безполум'яність стрільби.
Пістолет являє собою неавтоматична двухствольну стрілецьку зброю з відкидним вперед-вниз блоком з двох вертикально розташованих стволів і роздільними курками для кожного ствола.
Для заряджання і розряджання пістолета використовуються спеціальні металеві обойми, що об'єднують два патрони. Ударно-спусковий механізм з прихованими курками, одиночної дії (несамовзвідних). Зведення курків здійснюється вручну при натисканні на важіль, розташований паралельно нижній частині спускової скоби. Зліва на руків'ї, позаду спускового гачка, розташований ручний запобіжник, в задній частині рукоятки — засувка блоку стволів.
Конструкція пістолета і боєкомплект не розраховані застосування зброї у бою, а лише для виконання спецзавдань. Передбачалось що перший постріл здійснюватиметься на ураження цілі, другий — «контрольний».